# 민경아
민경아(1992년 11월 10일 ~ )는 대한민국의 뮤지컬 배우이다.

## 학력
- 동국대학교 연극과 졸업